# Differdinger-Profil
Differdinger-Profil, Differdingerträger, Differdinger oder Grey-Träger waren Breitflanschträger, welche ab 1902 von der Deutsch-Luxemburgische Bergwerks- und Hütten-AG in Differdingen (Luxemburg) hergestellt wurden.

## Beschreibung
Henry Grey war ein amerikanischer Ingenieur, der ein Patent zum Walzen der Träger besaß und dies an Paul Wurth, Geschäftsführer des Stahlwerks in Differdingen, verkaufte, daher der Name Grey-Träger.
Die Träger hatten, im Gegensatz zu heutigen Breitflanschträgern, eine Flanschneigung von 9 %. Es gab die Träger ab einer Größe von 140 mm bis 1000 mm, insgesamt wurden 31 Profile angeboten. Dazu kam noch, dass die Träger dünnstegig oder dickstegig offeriert wurden. Die Profile waren bei kleineren Größen genau so hoch wie breit, ab 300 mm Höhe war die Breite immer 300 mm.
Bei Differdingerträgern bis 1914 war das kleinste verfügbare Profil 180 mm hoch.